# Dieseltrein

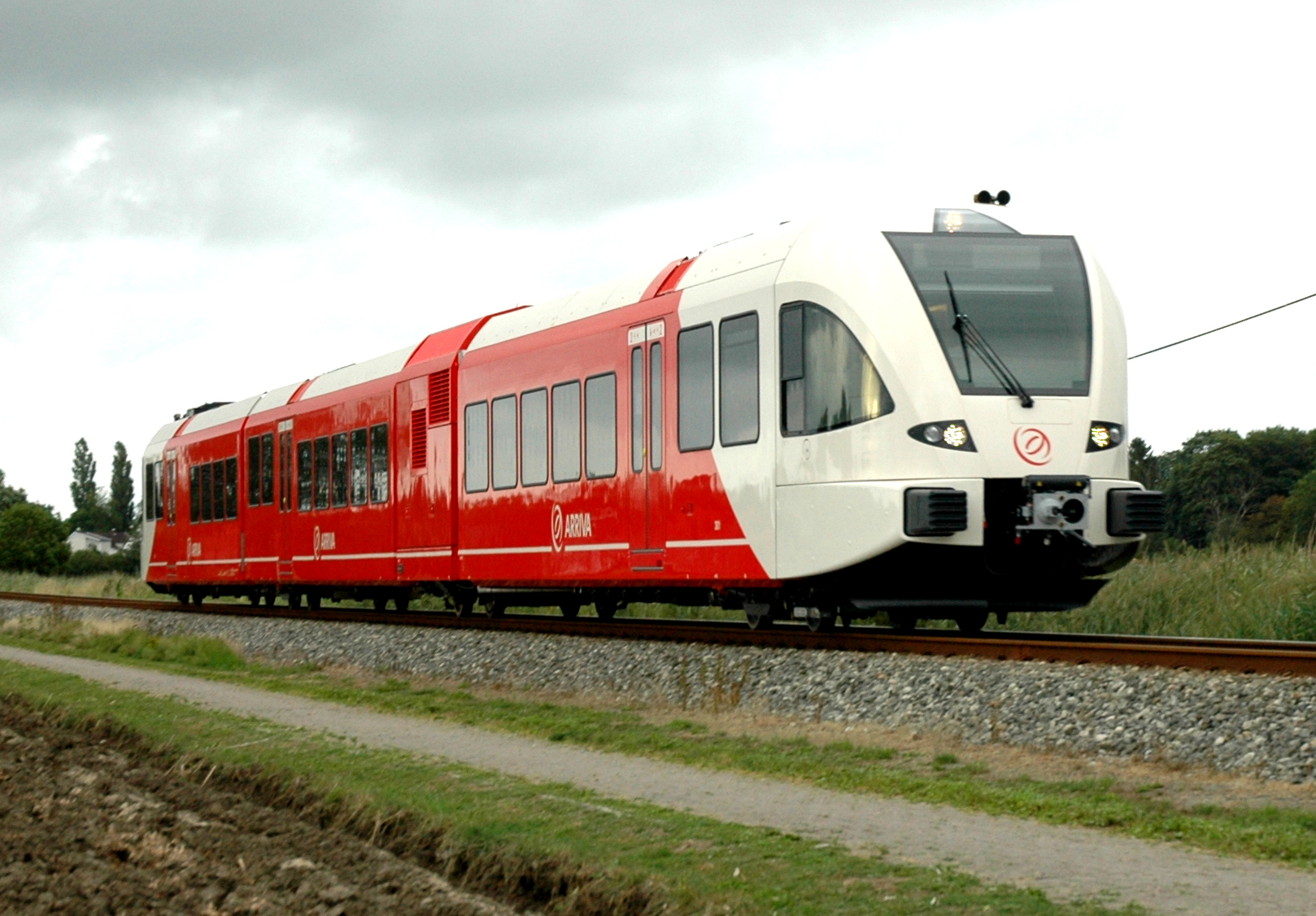
Een Nederlands dieseltreinstel GTW in Bunde (Duitsland).

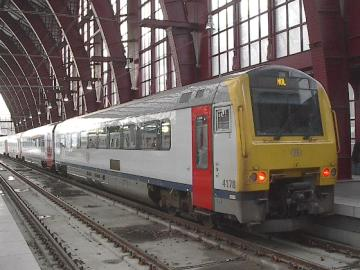
Een Belgisch dieseltreinstel Reeks 41 op station Antwerpen-Centraal.

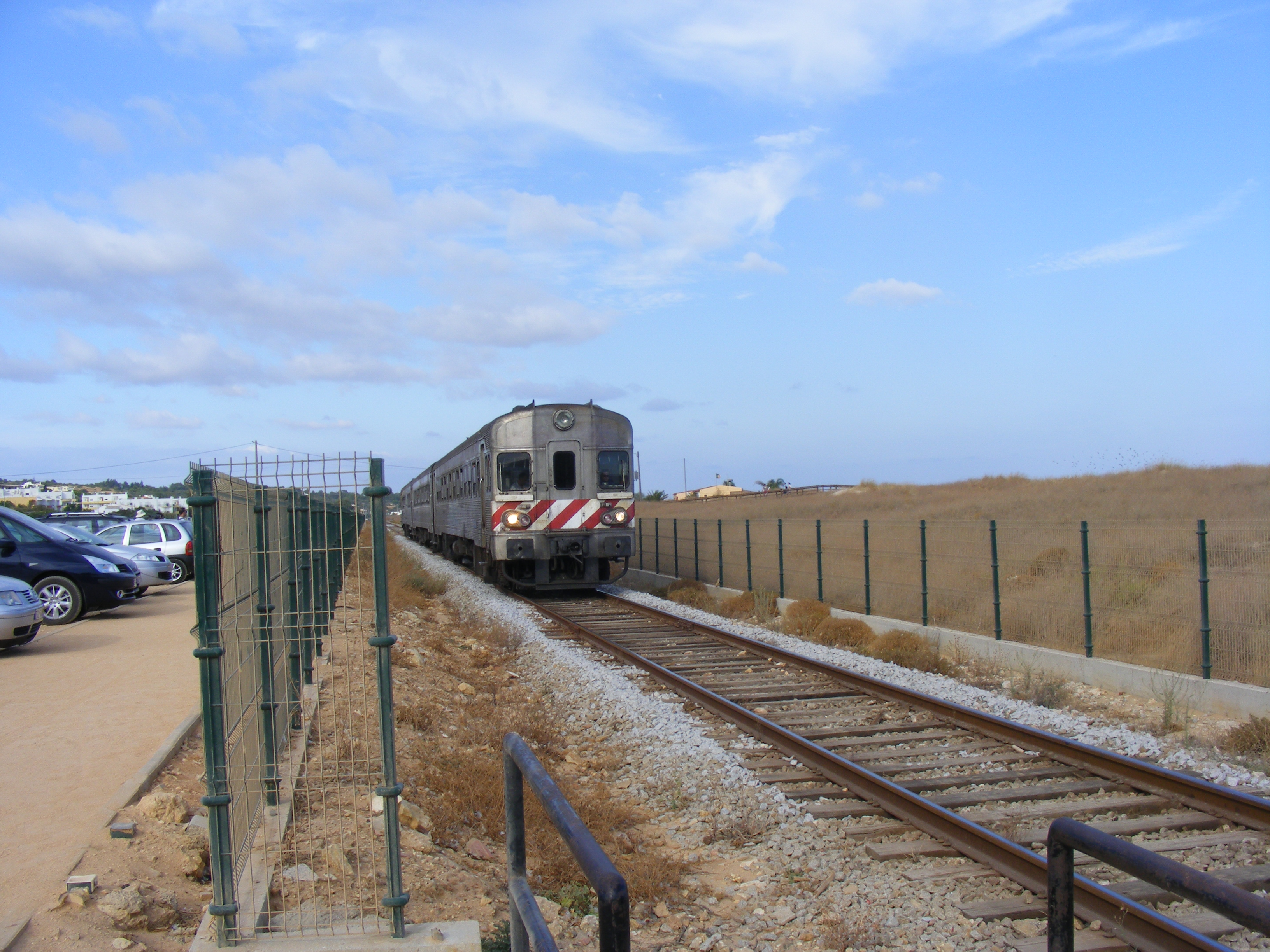
Een Portugees dieseltreinstel in Lagos.

Een dieseltrein is een trein die direct of indirect aangedreven wordt door een dieselmotor. Een dieseltrein kan zowel een motorrijtuig of een treinstel als een locomotief met rijtuigen of goederenwagens zijn.
Dieseltreinen kunnen worden onderverdeeld naar hun transmissie:

## Dieselhydraulischetrein
Een dieselmotor bouwt oliedruk op waarmee de wielen worden aangedreven. Dit principe wordt vooral gebruikt bij treinstellen en locomotieven met hun oorsprong in Duitsland.
Voorbeelden
- Baureihe 614
- NS/Arriva/Syntus serie 3400 (DM '90 "Buffel").
- Arriva/Connexxion serie 3100 en 3200 (Wadloper)
- NMBS reeks 41.

## Dieselmechanische trein
Dit principe is het beste te vergelijken met de versnellingsmechaniek van een auto of bus: tussen de motor en de wielen is een versnellingsbak met koppeling geplaatst. Dit principe kan alleen bij lichte treinstellen (light train) en kleine locomotieven worden gebruikt.
Voorbeelden
- LINT (o.a. Syntus).
- DB Talent BR 643.
- DSB IC4.
- locomotoren.
- OmBC's.
- Motorwagens (1801-1804) van de Rotterdamsche Tramweg Maatschappij.
- verscheidene typen industrielocomotieven.

## Dieselelektrischetrein
Deze trein wordt aangedreven door elektromotoren. De benodigde elektriciteit wordt in de trein zelf opgewekt door een dieselmotor met generator. De meeste diesellocomotieven worden op deze wijze aangedreven.
Voorbeelden
- NS Plan U.
- DB Talent serie 644.
- Railion 6400 locomotief.
- Verscheidene typen motorwagens van de Rotterdamsche Tramweg Maatschappij.
- GTW (o.a. als Spurt voor Arriva)
- WINK